# Bowie vinhphuc
Bowie vinhphuc (лат.) — вид блуждающих пауков рода Bowie (Ctenidae). Встречается во Вьетнаме (провинция Виньфук).

## Описание
Пауки средних размеров, длина около 1 см (самцы 9,5—13,9 мм, самки 15,2—15,4 мм). Глубокий красновато-коричневый цвет с более тёмными узорами. Дорсальная сторона просомы с характерной более светлой срединной полосой, расширенной за глазами, глазное поле и боковое поле с белыми густыми волосками, с отчетливо выраженными радиальными метками. Стернум и вентральные тазики желтовато-коричневые без пятен, лабиум и гнатококсы красновато-коричневые с более светлыми дистальными губами. Хелицеры темно-красновато-коричневые без узоров. Пальпы и ноги красновато-коричневые без узоров. Дорсальная сторона опистосомы желтовато-коричневая с чёрными пятнами и передним краем с более светлой областью. Латеральная часть опистосомы без пятен. Вентральная сторона опистосомы тёмно-коричневая с задними сходящимися линиями пятен.

## Таксономия и этимология
Вид был впервые описан в 2022 году. Видовое название происходит от типового места обнаружения (Vinh Phuc, провинция провинция Виньфук, Вьетнам). Внешне сходен с видом Bowie yassassin.